# Ана и вълците
„Ана и вълците“ (на испански: Ana y los lobos) е испански филм от 1973 година, драма на режисьора Карлос Саура по негов сценарий в съавторство с Рафаел Аскона.
В центъра на сюжета е млада английска гувернантка, която попада в провинциално имение, обитавано от властна жена и тримата и синове на средна възраст, всеки от които има своя болезнена обсесия – съответно реда и армията, секса и порнографията и религията и мистицизма. Филмът е интерпретиран като метафора на тоталитарния режим в Испания. Главните роли се изпълняват от Джералдин Чаплин, Хосе Мария Прада, Фернандо Фернан Гомес, Хосе Виво, Рафаела Апарисио.
„Ана и вълците“ е номиниран за наградата „Златна палма“.